# Serge Klarsfeld

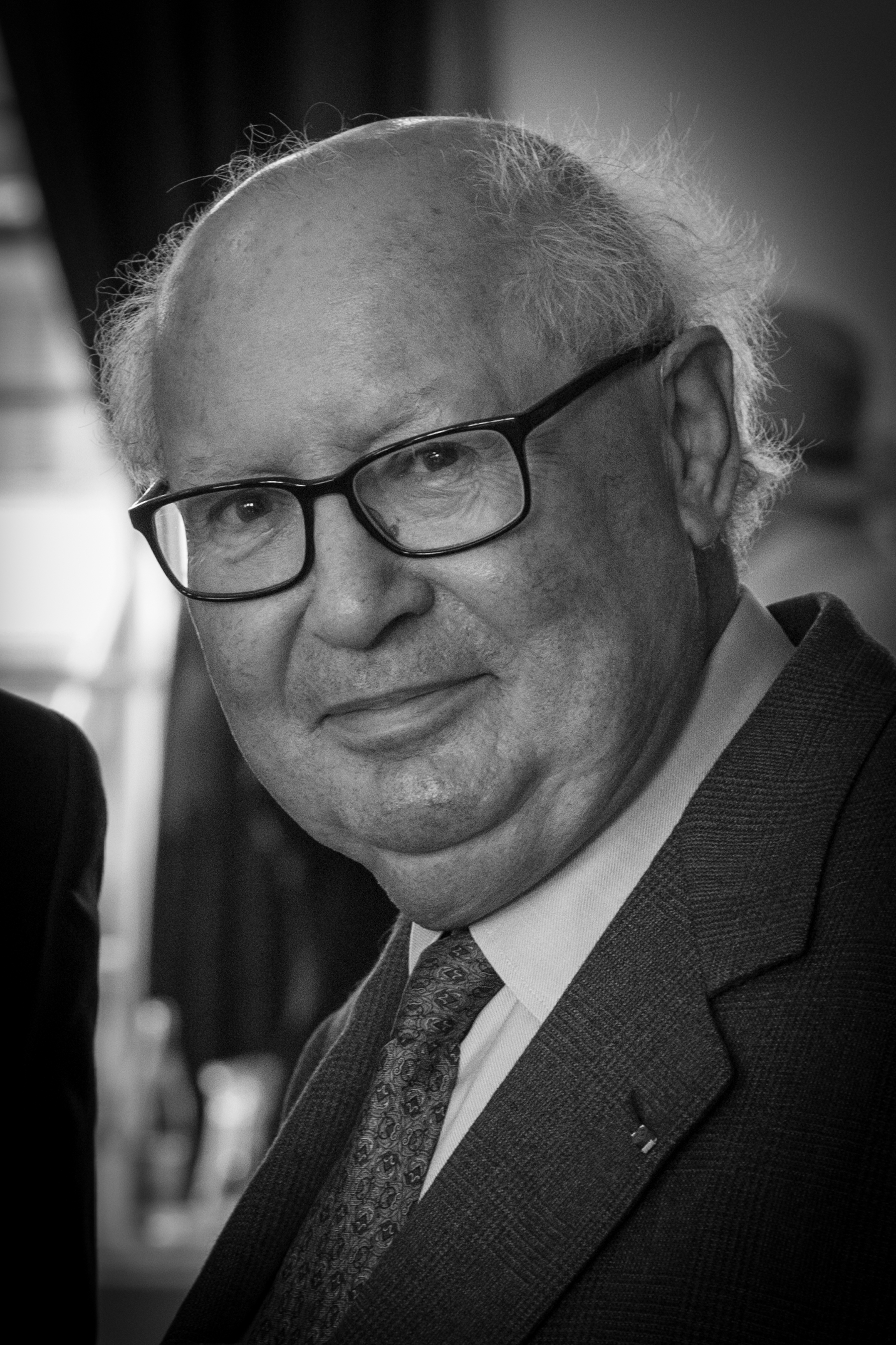
Serge Klarsfeld (2015)

Serge Klarsfeld (* 17. September 1935 in Bukarest) ist ein französischer Rechtsanwalt und Historiker. Der Holocaust-Überlebende ist einer der bekanntesten Nazi-Jäger und spürte zusammen mit seiner Frau Beate Klarsfeld den als „Schlächter von Lyon“ berüchtigten Klaus Barbie und zahlreiche andere NS-Verbrecher auf.

## Leben
Serge Klarsfeld wurde am 17. September 1935 als Sohn jüdischer Eltern (Raissa und Arno Klarsfeld) in Bukarest (Rumänien) geboren. Die Eltern hatten sich 1929 in Paris kennengelernt. Nach dem deutschen Einmarsch im Juni 1940 flohen sie in die unbesetzte Zone Frankreichs (Zone libre). In Nizza wurde Serge Klarsfeld als Kind fast Opfer einer der großen Razzien des Kommandos von Alois Brunner (30. September 1943). Die Familie hatte sich hinter der doppelten Wand eines Wandschranks versteckt, doch der Vater, der in der Wohnung geblieben war, damit die Gestapo keinen Verdacht schöpfte, wurde festgenommen, deportiert und in Auschwitz ermordet.
Nach dem Krieg studierte Klarsfeld Geschichte an der Sorbonne und Politik am Institut d’études politiques de Paris (IEP). Er schloss 1960 mit einem Diplom in Politikwissenschaft ab. Klarsfeld wurde promoviert (französisch Docteur ès lettres). Ab 1970 studierte Klarsfeld Rechtswissenschaft und wurde Rechtsanwalt in Paris.

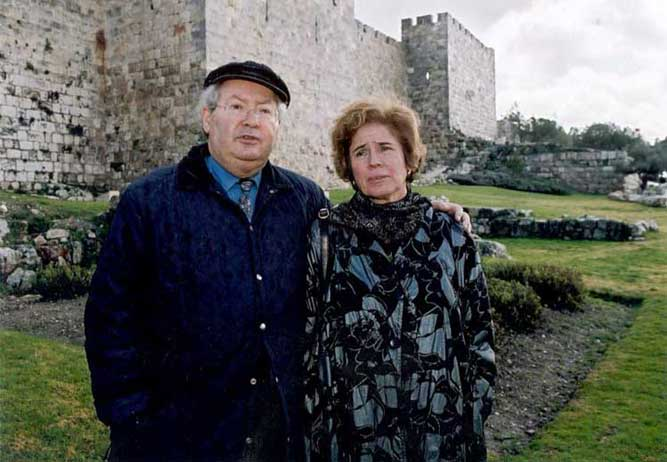
Serge Klarsfeld mit seiner Frau Beate in Jerusalem (2007)

Seine spätere Frau Beate Künzel lernte er 1960 kennen. Nachdem Klarsfeld 1963 eine Stelle bei der ORTF angetreten hatte, heirateten sie. Kurze Zeit später kündigte Klarsfeld beim Rundfunk und ging zur Getreidehandelsfirma „Continental Grain“. Dort wurde ihm 1970 gekündigt. Beate Klarsfeld erregte weltweit Aufsehen, als sie am 7. November 1968 öffentlich den damaligen Bundeskanzler Kurt Georg Kiesinger ohrfeigte, dem sie seine Nazivergangenheit vorwarf. Serge Klarsfeld gründete 1979 zusammen mit seiner Frau die Vereinigung Association des fils et filles des déportés juifs de France.
Klarsfeld ist einer der profiliertesten Rechercheure, die nach 1945 untergetauchte und unentdeckte Täter des Holocaust vorwiegend in Frankreich und Deutschland aufspürten und der Justiz zuführten. Es ist unter anderem ihm und seiner Frau zu verdanken, dass NS-Verbrecher und Kollaborateure wie Klaus Barbie, René Bousquet, Jean Leguay, Maurice Papon, Paul Touvier, Kurt Lischka, Ernst Heinrichsohn und Herbert M. Hagen vor Gericht gestellt oder zumindest, wie etwa Ernst Achenbach, Hans Dietrich Ernst, Fritz Merdsche, August Moritz und Karl-Heinz Müller, demaskiert wurden. Es gelang Klarsfeld auch, Alois Brunner, seinen einstmaligen Verfolger, ausfindig zu machen, doch Syrien, wo Brunner für den Geheimdienst gearbeitet haben soll, verweigerte die Auslieferung.
Klarsfeld ist Autor eines Standardwerks zur Judenverfolgung in Frankreich, Vichy – Auschwitz (auch auf Deutsch unter dem gleichen Titel erschienen). Sein Sohn Arno Klarsfeld ist ein bekannter Rechtsanwalt und Berater von Nicolas Sarkozy, französischer Staatspräsident von Mai 2007 bis Mai 2012. Aus der Ehe mit Beate Klarsfeld stammt außerdem die Tochter Lida Myriam (* 1973).
Die Jagd auf Klaus Barbie wurde 2008 von Laurent Jaoui unter dem Titel Die Hetzjagd mit Hanns Zischler als Klaus Barbie, Yvan Attal als Serge Klarsfeld und Franka Potente als Beate Klarsfeld verfilmt.
Zusammen mit seiner Frau Beate Klarsfeld erhielt er im Mai 2015 das Bundesverdienstkreuz. Im Oktober 2015 wurden beide von der UNESCO zu UNESCO-Sonderbotschaftern für Bildung über den Holocaust und die Verhinderung von Völkermorden ernannt.
2016 wurde über Klarsfeld eine 52-minütige Fernsehdokumentation unter der Regie von Frank Gutermuth und Wolfgang Schoen mit dem Titel Nicht Rache, sondern Gerechtigkeit. Das Leben von Beate und Serge Klarsfeld für SWR und arte gedreht.
Am 14. Juni 2022 wurde Serge mit dem Großkreuz der Ehrenlegion ausgezeichnet, seine Frau Beate erhielt gleichzeitig die Großoffizierswürde. Im Oktober 2022 nahm er aus den Händen von Louis Aliot die Ehrenmedaille der Stadt Perpignan entgegen.
Nachdem er im Zuge des Präsidentschaftswahlkampfs 2022 einen Aufruf in der Libération, gegen die Kandidatin Marine Le Pen, „Tochter des Rassismus und Antisemitismus“, zu stimmen, mitunterzeichnet hatte, sagte Klarsfeld Anfang 2024, dass er den Rassemblement National von Marine Le Pen nicht mehr für antisemitisch halte. Er betrachte inzwischen den RN „als Verbündeten.“ Er erhielt deutliche Gegenrede vom CRIF-Präsidenten Yonathan Arfi.
Im Juni 2024 sagte Klarsfeld, er würde in einer Stichwahl zwischen Rassemblement National und dem Linksbündnis der Nouveau Front populaire „ohne zu zögern“ für den Rassemblement National stimmen, denn dieser habe sich »gemausert« und »unterstützt die Juden«. Er sagte in einem Interview über Marine Le Pen: „Ich habe kein Problem mehr mit ihr. Sie unterstützt Israel und den Kampf gegen Antisemitismus.“ Die Soziologin Eva Illouz widersprach Klarsfeld und wandte sich gegen diese Haltung, die auch von einigen anderen Juden in Frankreich geteilt werde.
Ende April 2025 veröffentlichte Klarsfeld in Le Figaro einen Appell, in dem er schrieb, man lebe in einer überwiegend antisemitischen Welt, „in der sich die Juden nur auf sich selbst verlassen können, um sich zu verteidigen“. „Demografisch starke und dynamische Schwellenländer“, angeführt vom „Trio Iran–Russland–China“ hätten sich „der palästinensischen Sache angeschlossen“; sie betrachteten Israel „als kolonialen und rassistischen Staat“. Auch die westliche akademische Jugend, vor allem in den USA, teile diese Ansicht. Die „Einwanderung von Bevölkerungsgruppen, in denen Islamisten zahlreich vertreten sind“, erhöhe die Gefahr für Juden, von denen die „Mehrheit“ der Weltbevölkerung eine „negative Meinung“ habe. Daher müsse „massiv in jüdische Schulen und jüdische Jugendbewegungen investiert werden, damit junge Juden dorthin gehen und sich als Juden erkennen, die sich der Notwendigkeit einer intellektuellen und körperlichen Ausbildung bewusst sind, die sie stark und vereint machen kann, wenn es um ihre Verteidigung dort, wo sie leben, und um die Sicherheit Israels geht, die Vorrang haben muss“. Erneut warb Klarsfeld um Anerkennung für „aus der extremen Rechten hervorgegangene Parteien“, die ihre „DNA des Antisemitismus“ aufgegeben hätten und „zu Unterstützern Israels und Beschützern der Juden vor dem radikalen Islam geworden“ seien.

## Publikationen
- mit Beate Klarsfeld (Hrsg.): Le Mémorial de la déportation des Juifs de France. Fayard, Paris 1994, ISBN 2-213-61052-5, englisch 1998: ISBN 0-8147-2662-3.
- Le calendrier de la persécution des Juifs en France (juillet 1940 – août 1942 [Band 1] ; septembre 1942 – août 1944 [Band 2]) (La Shoah en France, Band 2 und 3) Fayard, Paris 2001.
- Vichy – Auschwitz. La « solution finale » de la question juive en France (La Shoah en France, Band 1), Fayard, Paris 2001 (die erste deutsche Auflage erschien unter dem Titel Vichy – Auschwitz. Greno, Nördlingen 1989; Neuauflage 2007 bei WBG, Darmstadt, ISBN  3-534-20793-9. Rezension von H.-Georg Lützenkirchen: Die „Endlösung der Judenfrage“ in Frankreich. (online). In: literaturkritik.de, Nr. 5, Mai 2008)
- Die Kinder von Izieu, zusammen mit Beate Klarsfeld. Berlin: Edition Hentrich, 1991, ISBN 3-89468-001-6 (Reihe: Deutsche Vergangenheit, zuerst frz. 1984)
- (Hrsg.): Die Endlösung der Judenfrage in Frankreich. Deutsche Dokumente 1941–1944. (online) Verlag: The Beate Klarsfeld Foundation, Paris 1977.
- mit Maxime Steinberg (Hrsg.): Die Endlösung der Judenfrage in Belgien. Dokumente. (online) Verlag: The Beate Klarsfeld Foundation, 1980, Paris 1980.
- mit Beate Klarsfeld: Erinnerungen. Piper, München 2015, ISBN 978-3-492-05707-3. Im französischen Original: Mémoires. Flammarion, Paris 2015.

## Filme
- Die Hetzjagd (französischer Titel: La Traque.), Spielfilm, Frankreich/Deutschland (2008), 108 Minuten, Regie: Laurent Jaoui,  mit Hanns Zischler als Klaus Barbie, Franka Potente als Beate Klarsfeld und Yvan Attal als Serge Klarsfeld
- Nicht Rache, sondern Gerechtigkeit. Das Leben von Beate und Serge Klarsfeld, Dokumentation, Deutschland/Frankreich (2016), 52 Minuten, Regie: Frank Gutermuth und Wolfgang Schoen
- Klarsfeld: A Love Story. Dokumentarfilm, Großbritannien (2022), 90 Minuten, Regie: Mike Lerner, Martin Herring[11]